# Regesten der Markgrafen von Baden und Hachberg

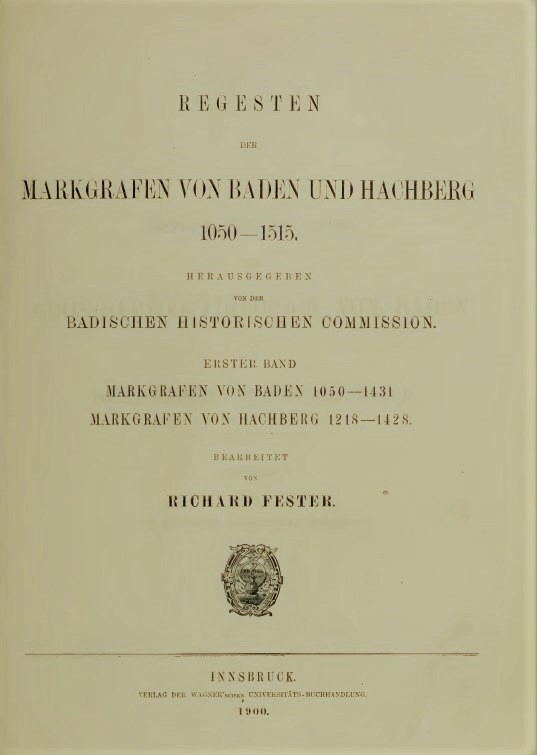
Titelblatt des ersten Bandes der Regesten der Markgrafen von Baden und Hachberg 1050–1515

Die Regesten der Markgrafen von Baden und Hachberg 1050–1515 sind eine Sammlung von Regesten von Urkunden des Mittelalters, die von der Badischen Historische Kommission in den Jahren 1892 bis 1915 herausgegeben wurde und die einen Bezug zum Haus Baden und seinen Nebenlinien haben.

## Geschichte
Friedrich von Weech initiierte 1887 als Sekretär der Badischen Historischen Kommission das Projekt zur Erstellung einer Regestensammlung der badischen Stammlande. Er sah darin die notwendige Ergänzung zu anderen Regestensammlungen mit Bezug zum Großherzogtum Baden, wie den Regesten der Pfalzgrafen am Rhein und den Regesta episcoporum Constantiensium. Regesten zur Geschichte der Bischöfe von Konstanz. Für die badischen Stammlande waren bis dahin die Historia Zaringo-Badensis von Johann Daniel Schöpflin und dessen deutsche Bearbeitung durch Johann Christian Sachs verfügbar. Zudem werden die badischen Stammlande bis 1268 auch in der württembergischen Geschichte von Christoph Friedrich von Stälin berücksichtigt.
Die Regesten beginnen mit Urkunden des Markgrafen Hermann I. von Baden und waren geplant für den Zeitraum bis zum Ende der Regierung des Markgrafen Christoph I. von Baden im Jahr 1515. Neben der badischen Stammlinie sollten auch deren Nebenlinien der Markgrafen von Baden-Hachberg und Hachberg-Sausenberg einbezogen werden, weshalb dann der Gesamttitel „Regesten der Markgrafen von Baden und Hachberg 1050–1515“ gewählt wurde.
Friedrich von Weech übernahm als Archivdirektor des Großherzoglich Badischen General-Landesarchivs die Projektleitung und setzte die Archivmitarbeiter Aloys Schulte, Karl Obser, Albert Krieger und Richard Fester für das Projekt ein. Im November 1889 wurde Richard Fester die alleinige Leitung des Projektes übertragen. Der Bearbeiter der jeweiligen Regesten ist im Druck durch die Anfangsbuchstaben der Namen erkenntlich.
Fester besuchte von 1888 bis 1896 zahlreiche Bibliotheken und Archive – vornehmlich im süddeutschen und schweizerischen Raum. Aber auch Archive in Wien, Innsbruck, Luxemburg und weiteren Orten wurden auf Urkunden mit Beteiligung des Hauses Baden durchsucht. Die Bände erschienen nicht komplett, sondern aufgeteilt in Lieferungen.
Die Regesten erschienen im Innsbrucker Verlag der Wagnerschen Universitäts-Buchhandlung, dessen Inhaber, Eckart von Schumacher, das Projekt intensiv unterstützte. Kurz nach Fertigstellung der Regesten verkaufte er dann den Verlag 1916.

### Erster Band
Die erste und zweite Lieferung wurde 1892 veröffentlicht, die 3. bis 8. Lieferung folgten 1893 bis 1895. Nachdem Richard Fester im Oktober 1896 auf einen Lehrstuhl der Universität Erlangen berufen worden war, übernahm im Dezember Heinrich Witte die Projektleitung und schloss 1899 mit dem umfangreichen Register (9. und 10. Lieferung 1900) den ersten Band der Regesten ab, wobei er Vorarbeiten von Fester und Hölscher nutzte. Vom Prinzip der rein chronologischen Ordnung der Regesten wurde bei den Regesten der badischen Nebenlinien abgewichen. Die Regesten der badischen Hauptlinie enden im ersten Band mit der Nr. 5032 und dem Jahr 1431 auf Seite 537 (inkl. Nachträgen, Zusätzen und uneinreihbaren Stücken).
Danach beginnen mit neuer Seiten-Nummerierung „h1“ die Regesten der Markgrafen von Hachberg bis zur Teilung in die Linien Hachberg und Sausenberg (hier Röteler Linie genannt). Die Nummerierung der Regesten beginnt neu bei 1 und wird zur Unterscheidung von Regest Nr. 1 der Hauptlinie durch ein vorangestelltes h ergänzt („h1“), d. h. „h1“ ff. ist sowohl eine Seitenzahl als auch eine Regesten-Nummer. Ab Seite h60 (Regest-Nr. h576) beginnen die Regesten die die „Sausenbergische (Rötelnsche Linie)“ betreffen.
Nach Seite h117 folgt das Register für beide Regesten-Teile, wobei die Seitennummerierung an jene der Regesten der Hauptlinie anschließt (Seite 543–661). In Digitalisaten sind die diversen Seiten-Blöcke teilweise in fehlerhafter und verwirrender Reihenfolge eingefügt, wodurch die Nutzung erschwert wird.
In der Datenbank RIplus der Regesta Imperii sind die zahlreichen Nachträge und Zusätze bereits bei den einzelnen Regesten eingearbeitet und der erste Band ist in zwei Teilbände mit den Regesten der Markgrafen von Baden einerseits und jenen der beiden Hachberger Nebenlinien andererseits aufgeteilt, wodurch die Nutzung deutlich einfacher wird.

### Zweiter Band
Der zweite Band der Regesten erschien 1901 und war ganz den Markgrafen von Hachberg-Sausenberg gewidmet und umfasste den Zeitraum von 1422 bis 1444, d. h. die letzten Regierungsjahre des Markgrafen Rudolf III. von Hachberg-Sausenberg und die Amtszeit seines Sohnes Wilhelm, sowie einige Urkunden die auch Wilhelms Söhne, Rudolf IV. von Hachberg-Sausenberg und Hugo nennen. Auch hier war Witte federführend und verwendete Vorarbeiten von Fester und Hölscher. Endeten im ersten Band die Hachberg-Sausenberg Regesten mit Nr. h1160, so wurde die Nummerierung in Band zwei fortgesetzt, wobei das Präfix h weggelassen wurde. Eine Fortführung der Regesten der Markgrafen von Hachberg oder Baden-Hachberg entfiel, da diese Linie bereits 1418 mit Markgraf Otto II. von Baden-Hachberg in männlicher Linie ausgestorben war.
Zu diesem Band wurden zwei Lieferungen veröffentlicht, die vorgesehene dritte Lieferung mit den Regesten der Jahre bis 1445 bis 1453 wurde nie erstellt.
Auch dieser Band ist in der Datenbank RIplus der Regesta Imperii verfügbar.

### Dritter Band
Nachdem 1901 zwei Lieferungen des zweiten Bandes erfolgten, wurde 1902 mit der Veröffentlichung des dritten Bandes begonnen, bevor der zweite vollendet war. Die verwirrende Bezeichnung Regesten der Markgrafen von Baden 1431(1420)–1453 soll ausdrücken, dass der Band chronologisch nicht an den ersten Band (Regesten der Markgrafen von Baden 1050–1431) mit dem Jahr 1431 anschließt, sondern aufgrund nachträglich im Geheimen Staatsarchiv München aufgefundener Urkunden nochmals bis 1420 zurückgreift. Bei der Erstellung dieses Bandes wurde Heinrich Witte durch Fritz Frankhauser unterstützt.
Vor Veröffentlichung der bereits druckfertigen dritten und vierten Lieferung verstarb Heinrich Witte 1903 und Albert Krieger wurde mit der Leitung des Projektes betraut. Frankhauser stellte das Register fertig.
Auch dieser Band ist in der Datenbank RIplus der Regesta Imperii verfügbar.

### Vierter Band
Nachdem 1908 Fritz Fankhauser aus gesundheitlichen Gründen seine Tätigkeit an den Regesten einstellte, führte Albert Krieger die Arbeiten weiter. 1912 wurden zwei Lieferungen des vierten Bandes veröffentlicht. 1913 und 1914 folgte je eine weitere Lieferung und das Register schloss 1915 das Gesamtwerk ab, wobei das Projekt durch den Ersten Weltkrieg behindert wurde. Krieger wurde zum Militärdienst in der Heimat einberufen. Unterstützung erhielt er durch Hermann Haering.
Dieser Band ist in der Datenbank RIplus der Regesta Imperii nicht verfügbar und „RI-Opac: Die Literaturdatenbank zum Mittelalter“ weist auch keinen Link auf das existierende Digitalisat aus.

## Druckausgaben, Digitalisate und Datenbank
Regesten der Markgrafen von Baden und Hachberg 1050–1515. Badische Historische Kommission (Hrsg.), Verlag der Wagnerschen Universitäts-Buchhandlung, Innsbruck (1892 – 1915)
- Band 1 – Richard Fester (Bearbeiter): Markgrafen von Baden 1050–1431, Markgrafen von Hachberg 1218–1418, Innsbruck 1892–1900 im Internet Archive
- Band 2 – Heinrich Witte (Bearbeiter): Regesten der Markgrafen von Hachberg 1422–1503, Innsbruck 1901 im Internet Archive
- Band 3 – Heinrich Witte (Bearbeiter): Regesten der Markgrafen von Baden 1431(1420)–1453, Innsbruck 1901–1907 im Internet Archive
- Band 4 – Albert Krieger (Bearbeiter): Regesten der Markgrafen von Baden 1453–1475, Innsbruck 1912–1915 im Internet Archive

Weitere Digitalisate sind in Wikisource ausgewiesen.
Die Regesten sind (ohne Band 4) auch in der Datenbank Regesta Imperii verfügbar:
- RIplus Regg. Baden 1,1 – Markgrafen von Baden (1050–1431) online
- RIplus Regg. Baden 1,2 – Markgrafen von Hachberg (1218–1418) online
- RIplus Regg. Baden 2 – Markgrafen von Hachberg (1422–1444) online
- RIplus Regg. Baden 3 – Markgrafen von Baden (1431(1420)–1453) online

## Übersicht über die Bände und deren Inhalt
| Band | Markgrafen von Baden                                                      | Markgrafen von Hachberg                                                         | Markgrafen von Hachberg-Sausenberg                                                                         |
| ---- | ------------------------------------------------------------------------- | ------------------------------------------------------------------------------- | --- |
| 1    | Jahre 1050 bis 1431; Nr. 1 bis 5032; S. 1 bis 537                         | Jahre 1218 bis 1418; Nr. h1 bis h575 und h1134 bis h1147 und 1154 S. h1 bis h59 | Jahre 1306 bis 1428; Nr. h576 bis h1133; h1148 bis h1150; h1155 bis h1160; h1151 bis h1154 S. h60 bis h116 |
| 2    |                                                                           |                                                                                 | 1422 bis 1444; Nr. 1161 bis 1981 (anschließend an h1160 von Band 1)                                        |
| 3    | 1431 (1420) bis 1453; Nr. 5033 bis 7570 (anschließend an 5032 von Band 1) |                                                                                 | |
| 4    | 1453 bis 1475; Nr. 7571 bis 10703                                         |                                                                                 | |